# Tangara de Rothschild
Bangsia rothschildi
Pour les articles homonymes, voir Rothschild.
Espèce
Synonymes
- Buthraupis rothschildi Berlepsch, 1897 (protonyme)

Statut de conservation UICN

 LC  : Préoccupation mineure
Le Tangara de Rothschild (Bangsia rothschildi) est une espèce de passereau appartenant à la famille des Thraupidae.
Son nom commémore le zoologiste Lionel Walter Rothschild (1868-1937).

## Répartition
Il vit en Colombie et en Équateur.